# Warburgia salutaris
Warburgia salutaris (Engels: Pepperbark Tree) is een soort uit de familie Canellaceae. Het is een groenblijvende boom met een dichte en ronde kroon. De boom wordt meestal 5 tot 10 meter hoog, maar kan af en toe een hoogte van 20 meter bereiken. Bepaalde delen van de boom worden vaak in het wild geoogst en op grote schaal verkocht op lokale markten.
De soort komt voor in Oost-Afrika, van Mozambique tot in Zimbabwe en Zuid-Afrika. Hij groeit daar in savannebossen, kustbossen, lagere regenwouden, drogere bosgebieden in de hooglanden en in Afromontane bossen. De soort staat op de Rode Lijst van de IUCN geklasseerd als 'niet bedreigd'.
De aromatische bladeren worden gebruikt als thee en om soepen en curry's op smaak te brengen. Verder is boom belangrijk voor de kruidengeneeskunde, zo worden delen van de boom aangewend tegen malaria en verkoudheid. Uit de bast kan een hars worden gewonnen. Het hout is olieachtig, aromatisch en bleek en wordt donkerder bij blootstelling aan de lucht. Het wordt af en toe gebruikt voor constructies, meubels en gereedschappen.